# Оберрюти
Оберрюти (нем. Oberrüti) — коммуна в Швейцарии, в кантоне Аргау.
Входит в состав округа Мури.  Население составляет 1213 человек (на 31 декабря 2007 года). Официальный код  —  4237.